# Arteria ovárica
En anatomía humana, la arteria ovárica, arteria tubo-ovárica o arteria uterina aórtica es un vaso sanguíneo que lleva sangre oxigenada al ovario. Emerge de la aorta abdominal, justo por debajo de la arteria renal.

## Etimología
La arteria ovárica solo existe en mujeres, siendo la arteria testicular la arteria correspondiente en los hombres. El origen y el curso de la primera porción de la arteria ovárica son el mismo que los de la arteria espermática, y al llegar a la pelvis inferior, la arteria ovárica toma un giro interno, entre las dos capas del ligamento suspensorio del ovario y del ligamento ancho del útero, antes de distribuirse al ovario.

## Ramas
La arteria ovárica emite pequeñas ramas hacia el uréter y una rama pasa por el lado del útero hasta unirse con la arteria uterina. Otras ramas continúan con el ligamento redondo del útero por el cana inguinal hasta el integumento de los labios mayores y la ingle.
Al llegar al ligamento suspensorio del ovario, la arteria ovárica da origen a la arteria tubárica externa que se anastomosa con la arteria tubárica interna que es rama de la arteria uterina para irrigar a las trompas de Falopio.

## Imágenes adicionales

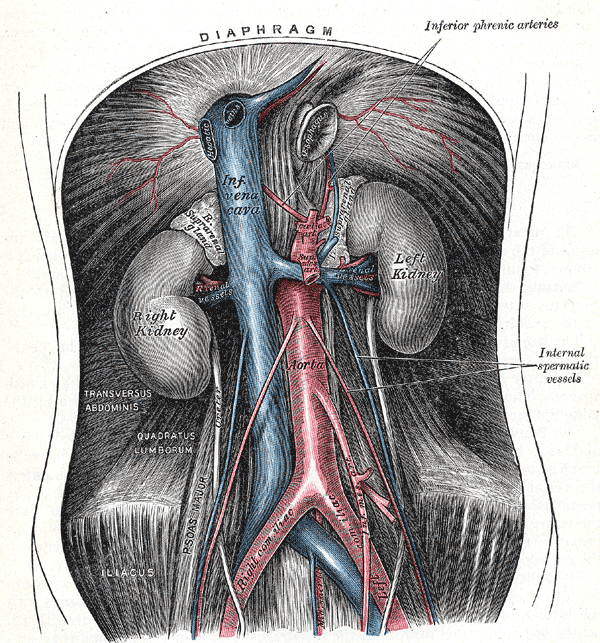
La aorta abdominal y sus ramas.
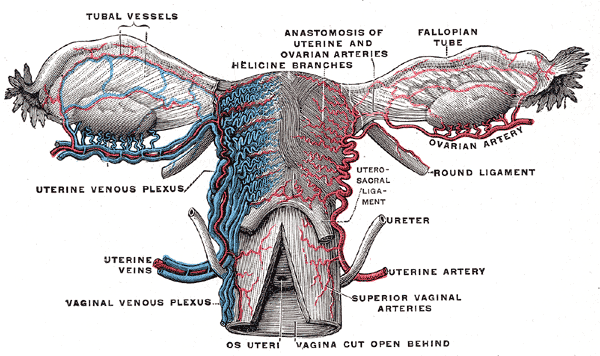
Vasos sanguíneos del útero y sus apéndices, vista posterior.
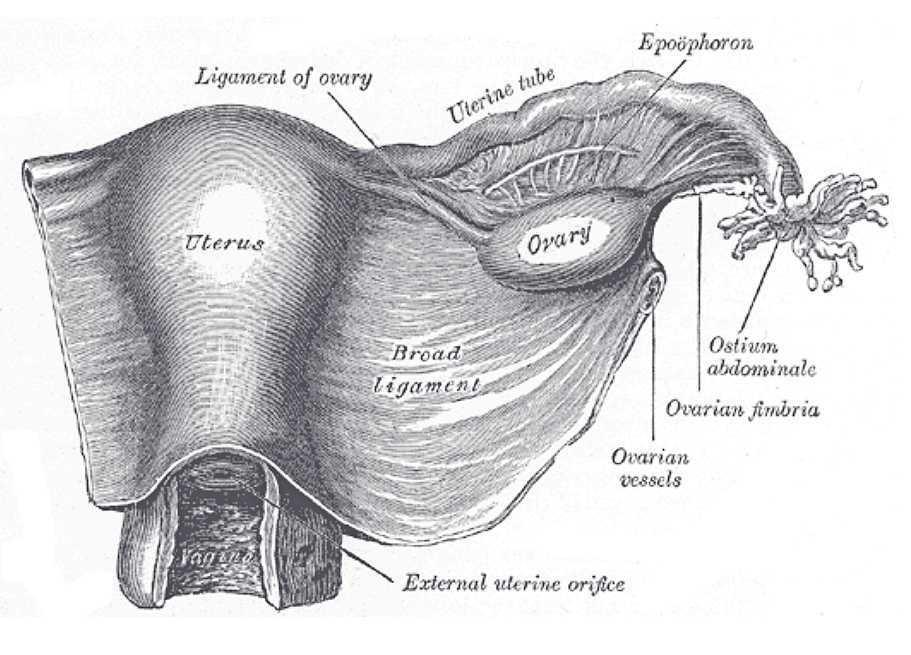
Útero y el ligamento ancho, vista posterior.